# Waa
Waa (tiếng Thái: วา) là một đơn vị đo chiều dài của Thái Lan, bằng 2 mét. Kích thước của Waa chính xác bắt nguồn từ mét, nhưng không thuộc hệ mét cũng như hệ đo lường quốc tế SI và cũng không được SI công nhận.
Mét và đơn vị đo lường bắt nguồn từ mét, như kilômét thông dụng ở Thái Lan, nhưng đơn vị waa vẫn thường được dùng, ví dụ waa vuông là đơn vị đo diện tích bằng 1 Tarangwa (4 m2). 
Cũng như nhiều từ trong mẫu tự tiếng Thái Lan, วา được chuyển tự sang tiếng Anh thành waa là do cách phát âm.